# Kölner Bibliotheken
Die Kooperation Kölner Bibliotheken (KölnBib) ist ein städtischer Bibliotheksverbund von 17 Bibliotheken in Köln. Ziel des Verbundes ist es ihre Bestände gemeinsam zur Verfügung zu stellen und andere Informationsdienste zu koordinieren.
Für das Internetangebot nutzen die Bibliotheken das Angebot von Die Digitale Bibliothek und dem Hochschulbibliothekszentrum des Landes Nordrhein-Westfalen (hbz). 

## Partnerbibliotheken
- Bibliothek des Dombauarchivs Köln
- Bibliothek/Mediathek der Kunsthochschule für Medien Köln
- Bibliothek des Japanischen Kulturinstituts, Köln
- Bibliothek des NS-Dokumentationszentrums der Stadt Köln
- Erzbischöfliche Diözesan- und Dombibliothek Köln
- FrauenMediaTurm – Feministisches Archiv und Bibliothek
- Hochschulbibliothek der TH Köln
- Hochschulbibliothek der Katholischen Hochschule NRW
- Kölnisches Stadtmuseum
- Kunst- und Museumsbibliothek der Stadt Köln
- LVR Bibliothek der Zentralverwaltung
- Stadtbibliothek Köln
- Stiftung Rheinisch-Westfälisches Wirtschaftsarchiv zu Köln
- Universitäts- und Stadtbibliothek Köln
- Wirtschaftsbibliothek / Industrie- und Handelskammer zu Köln
- ZB MED Informationszentrum Lebenswissenschaften
- Zentralbibliothek der Sportwissenschaften der Deutschen Sporthochschule Köln